# Raj (Name)
Raj (von Hindi राज, je nach Kontext „Herrschaft“, „König“, „Herrscher“) ist ein männlicher Vorname bzw. ein Familienname indischen Ursprungs.

## Namensträger

### Vorname
- Mulk Raj Anand (1905–2004), indischer Roman- und Kurzgeschichtenautor
- Raj Chandra Bose (1901–1987), indischer Mathematiker und Statistiker
- Baldev Raj Chopra (1914–2008), indischer Filmregisseur und Produzent
- Raj Kapoor (1924–1988), indischer Filmschauspieler, Filmregisseur und Filmproduzent
- Raj Nanda (* 1978), australischer Squashspieler
- Raj Patel (* 1972), britisch-amerikanischer Wissenschaftler, Journalist und Aktivist
- Raj Reddy (* 1937), indisch-amerikanischer Informatiker
- Raj Tischbierek (* 1962), deutscher Schachspieler

### Familienname
- Jagdish Raj (1928–2013), indischer Schauspieler
- K. N. Raj (1924–2010), indischer Ökonom
- Karthik Raj (* 1997), singapurischer Fußballspieler
- Lara Raj (* 2005), indisch-amerikanische Sängerin, Tänzerin und Schauspielerin
- Mithali Raj (* 1982), indische Cricketspielerin
- Prakash Raj (* 1998), singapurischer Fußballspieler
- Puvan Raj (* 2001), singapurischer Fußballspieler
- R. Bharath Raj († 2015), indischer Motorsportfunktionär
- Sundar Raj (* 1951), indischer Filmschauspieler
- Sunder Raj († 2006), indischer Fischer, siehe Todesfall auf North Sentinel Island 2006
- Vanessa Raj (* 1996), malaysische Squashspielerin